# 菊地康仁
菊地 康仁（きくち やすひと、1964年 - ）は、日本の男性アニメーター、アニメ演出家・監督。青森県生まれ。エイトビット所属。

## 経歴
タツノコアニメ研究所、ガイナックス等を経て現在はエイトビットに所属。『トップをねらえ!』で原画デビューし、『魔法少女プリティサミー 3 〜スーパーキッス〜』にて初監督。その後は監督や演出、作画等で多数の作品に携わる。
近年はメカ物のアニメを多く手がけており、「本格メカバトルと美少女のスペシャリスト」と評されている。

## 参加作品

### テレビアニメ
1987年
- 赤い光弾ジリオン（動画）

1990年
- ふしぎの海のナディア（1990年 - 1991年、原画）

1993年
- 無責任艦長タイラー（1993年 - 1994年、原画）

1996年
- 赤ちゃんと僕（1996年 - 1997年、原画）

1997年
- はいぱーぽりす（原画）

1998年
- 異次元の世界エルハザード（監督）
- 鉄コミュニケイション（1998年 - 1999年、監督）

1999年
- 課長王子（監督）
- 臣士魔法劇場 リスキー☆セフティ（1999年 - 2000年、作画監督）

2000年
- Sci-Fi HARRY（演出・作画監督）

2001年
- あぃまぃみぃ!ストロベリー・エッグ（絵コンテ・演出）
- しあわせソウのオコジョさん（2001年 - 2002年、絵コンテ・演出）

2002年
- ボンバーマンジェッターズ（2002年 - 2003年、絵コンテ・演出・原画）

2003年
- SPACE PIRATE CAPTAIN HERLOCK（演出）
- 銀河鉄道物語（2003年 - 2004年、絵コンテ・演出）

2004年
- ゆめりあ（OP原画・原画）
- Get Ride! アムドライバー（2004年 - 2005年、絵コンテ・原画）

2005年
- 創聖のアクエリオン（絵コンテ・演出・作画監督補佐・原画）
- ノエイン もうひとりの君へ（2005年 - 2006年、演出）

2006年
- Ergo Proxy（原画）

2007年
- 絶対少年（絵コンテ）

2008年
- マクロスF（監督）※総監督は河森正治

2009年
- 鉄腕バーディー DECODE:02（原画）

2011年
- IS 〈インフィニット・ストラトス〉（監督）

2012年
- アクエリオンEVOL（絵コンテ）
- 武装神姫（監督）

2013年
- IS 〈インフィニット・ストラトス〉2（監督）

2015年
- アブソリュート・デュオ（絵コンテ）
- コメット・ルシファー（監督）

2016年
- 少年メイド（演出）
- Rewrite（作画監督）

2017年
- ナイツ&マジック（OP絵コンテ・演出）

2018年
- 転生したらスライムだった件（2018年 - 2019年、監督・絵コンテ・作画監督）

2019年
- 星合の空（作画監督）

2020年
- 推しが武道館いってくれたら死ぬ（作画監督）
- 魔法科高校の劣等生 来訪者編（作画監督・アクション作画監督）

2021年
- 転生したらスライムだった件 転スラ日記（作画監督）

2023年
- SYNDUALITY Noir（作画監督）
- SHY（作画監督）

### 劇場アニメ
1991年
- 月光のピアス ユメミと銀のバラ騎士団（原画）

2001年
- 映画 犬夜叉 時代を越える想い（レイアウトチェッカー・原画）

2004年
- 名探偵コナン 銀翼の奇術師（演出・原画）

2007年
- 劇場版 アクエリオン -創星神話篇- / -壱発逆転篇-（副監督）

2009年
- 劇場版 マクロスF 虚空歌姫〜イツワリノウタヒメ〜（絵コンテ・演出）

2011年
- 劇場版 マクロスF 恋離飛翼〜サヨナラノツバサ〜（プリプロダクション協力）

2017年
- 劇場版 魔法科高校の劣等生 星を呼ぶ少女（絵コンテ）

2022年
- 劇場版 転生したらスライムだった件 紅蓮の絆編（監督・絵コンテ・作画監督）

### OVA
1988年
- トップをねらえ!（原画）

1990年
- THE八犬伝（1990年 - 1991年、原画）

1991年
- おたくのビデオ（原画）
- 帝都物語（原画）

1993年
- 紅狼（絵コンテ・演出・作画監督）
- ジョジョの奇妙な冒険（1993年 - 1994年、作画監督・原画）

1994年
- 幽幻怪社（第1話作画監督補佐(共同)）

1995年
- GOLDEN BOY さすらいのお勉強野郎（1995年 - 1996年、絵コンテ・演出・作画監督・原画）

1997年
- 魔法少女プリティサミー 3 〜スーパーキッス〜（監督）

2002年
- ジョジョの奇妙な冒険 ADVENTURE（2002年 - 2003年、監督）※2話、3話を二村秀樹と共同監督

2004年
- 影Shadow（総監督）※18禁

2007年
- 創星のアクエリオン（副監督）

2010年
- 娘クリ Nyan×2 Music Clip（「星間飛行」絵コンテ・演出 / 「ライオン」絵コンテ）